# Mutig in die neuen Zeiten: Nur keine Wellen
Nur keine Wellen ist ein österreichischer Fernsehfilm aus dem Jahr 2006 von Harald Sicheritz und nach Im Reich der Reblaus (2005) der zweite Teil der dreiteiligen Reihe Mutig in die neuen Zeiten. Die Erstausstrahlung fand am österreichischen Nationalfeiertag 2006 auf ORF 2 statt, auf Arte wurde der Film erstmals am 2. August 2008 gezeigt.

## Handlung
Während der erste Teil der Trilogie Mutig in die neuen Zeiten über drei Familien in der österreichischen Nachkriegszeit die 1950er-Jahre behandelt, spielt der zweite Teil in den 1960er-Jahren.
Der mittlerweile 19-jährige Karli „Charlie“ Redlich versucht sich als Amerikaner getarnt als Rock-’n’-Roll-Musiker auf der Reeperbahn in Hamburg. Nachdem sein Schwindel auffliegt kehrt er nach Wien zurück. Die Kellnerin Gina, mit der er eine Beziehung beginnt, folgt ihm von der Alster an die Donau, sie wird allerdings enttäuscht. Charlies Mutter Elfi, die als Zuschneiderin tätig ist, kümmert sich um ihre eigene kranke Mutter und ihren spiel- und alkoholsüchtigem Ehemann Viktor. Tochter Moni möchte auf eigenen Beinen stehen.
Das Unternehmen der Familie Berkowitz entwickelt sich positiv und auch das Ulmendorffsche Sägewerk, die Firma Adelholz, profitiert vom Wirtschaftsaufschwung. Während der Einsatz von Paul Berkowitz als Reservemajor der israelischen Armee immer wieder heimliche Reisen zur Truppe erforderlich macht, ist seine Frau Rita damit beschäftigt die arisierten Kunstwerke ihrer Familie zu suchen.
Ferencz, Gregors Geschäftsführer und Schwiegersohn aus Ungarn, kommt alkoholisiert bei einem Autounfall ums Leben, nachdem ihm seine Ehefrau Valerie ein Verhältnis gestanden hatte. Sie ist von ihrem Geliebten, dem Maler Ramsacher, schwanger.
Der hinterlistige und wendige Otto Hasak versucht weiter seine Intrigen zu seinem eigenen Vorteil zu spinnen, allerdings hat er sich mit der russisch-österreichischen Schmugglermafia verzettelt. Hasak verschafft Gregor Ulmendorff ein Parteibuch, der sich daraufhin in der Politik versucht. Nachdem es diesem für seine politische Aktivitäten allerdings an Wirtschaftskompetenz sowie taktischem Geschick mangelt, erkennt Hasak, dass er aufs falsche Pferd gesetzt hat und orientiert sich erneut um.

## Produktion und Hintergrund
Die Dreharbeiten zu Nur keine Wellen fanden gemeinsam mit dem dritten Teil Alles anders vom 23. Mai bis zum 5. August 2006 statt.
Produziert wurde der Film von der österreichischen MR Film, beteiligt waren Arte und der Österreichische Rundfunk.
Für das Kostümbild zeichnete Ulli Fessler verantwortlich, für das Szenenbild Bertram Reiter, für den Ton Walter Amann und für das Maskenbild Adolf und Hannelore Uhrmacher.
Der Titel der Reihe nimmt Bezug auf die dritte Strophe der Österreichischen Bundeshymne. Mit Erwin Steinhauer und Matthias Franz Stein sowie Fritz Karl und Aaron Karl standen zwei Väter und deren Söhne vor der Kamera.
Im Oktober 2022 wurden die drei Filme der Reihe Mutig in die neuen Zeiten im Rahmen der Edition österreichischer Film von Hoanzl und dem Standard auf DVD veröffentlicht.

## Rezeption
TV Spielfilm bezeichnete den Film als „fassettenreiches Zeitpanorama“ und schrieb: „Eine unbequeme, oft sarkastische Heimatchronik mit starken Darstellern.“ DerStandard.at befand: „Noch die kleinste Rolle ist […] exquisit besetzt.“

## Auszeichnungen und Nominierungen
Adolf-Grimme-Preis 2009
- Nominierung in der Kategorie Fiktion / Spezial[7][8]